# Nhandeara (gemeente)
Nhandeara is een gemeente in de Braziliaanse deelstaat São Paulo. De gemeente telt 10.771 inwoners (schatting 2009).

## Verkeer en vervoer
De plaats ligt aan de wegen BR-154, BR-262, BR-456, SP-310 en SP-461.